# Gymnoris pyrgita
Gymnoris pyrgita е вид птица от семейство Врабчови (Passeridae).

## Разпространение
Видът е разпространен в Еритрея, Етиопия, Кения, Мали, Мавритания, Нигер, Сенегал, Сомалия, Судан, Танзания, Уганда, Чад и Южен Судан.